# Paula Sluiter
Paulina Paula Johanna Wilhelmina Sluiter (geboren 24. Dezember 1903 in Den Haag; gestorben 22. Februar 1993 ebenda) war eine niederländische Malerin und Künstlerin der Art brut.

## Leben
Paula Sluiter wurde am 24. Dezember 1903 in Den Haag geboren. Sie war die Tochter von Daniel Sluiter und Maria Fredrika Essenberg.
Sluiter arbeitete als Krankenschwester und Werklehrerin, musste dies aber aufgrund von Rückenproblemen aufgeben und ging in Rente. Danach besuchte sie an der Vrije Academie in Den Haag Kurse in Malerei und Radierung. Sluiter war Schülerin von Wil Bouthoorn und Wim Sinemus. Sie druckt einfache Bilder, die sie anschließend mit Buntstiften verzierte und schuf so farbenfrohe, fantasievolle Szenen. In ihren Werken finden sich riesige, bunte Vögel und Hybridfiguren mit menschlichen Körpern und Tierschwänzen. Eine Katze stattete sie mit menschlichen Augen und Mund aus, die aus etwa zwanzig menschlichen Köpfen und Tieren in sanften Aquarellfarben zusammengesetzt hat.

## Mitgliedschaften
Sluiter war Mitglied mehrerer Vereinigungen:
- 1973: Haagse Kunstkring Den Haag
- 1977: Voorschotense Kunstkring
- 1977: Schilderessenvereniging ODIS Den Haag
- 1977: Arti et Industriae Den Haag